# Доладугина, Валентина Сергеевна
Валентина Сергеевна Доладугина — советский учёный-оптик. Доктор технических наук (1976). Лауреат Государственной премии СССР (1971), Заслуженный машиностроитель Российской Федерации (1999).
Сфера научных интересов — физические свойства оптических материалов, разработка научных основ их производства и использования в приборостроении. Участвовала в создании контрольно-измерительной аппаратуры для определения характеристик оптических стекол и кристаллов.

## Биография
Родилась в Петрограде 17.02.1922.
В 1939—1941 гг. студентка механико-машиностроительного факультета Ленинградского индустриального института им. М. И. Калинина (ЛИИ). Во время войны работала на Ленинградском заводе оптического стекла, в 1942 г. эвакуирована в п. Сарс Молотовской области, комсорг Сарсинского стекольного завода, а также заместитель начальника ОТК и учитель математики Сарсинской школы.
В 1949 г. окончила Ленинградский институт точной механики и оптики (ЛИТМО) по специальности «инженер-механик». В том же году 1 декабря поступила на работу в Государственный оптический институт (ныне ГУП «ВНЦ ГОИ им. С. И. Вавилова»).
В 1954 году защитила кандидатскую диссертацию на тему «Контроль однородности оптического стекла». В 1976 году защитила докторскую диссертацию «Исследование оптической однородности силикатных стекол».
С 1981 г. зав. лабораторией «Физические свойства стекол», с 1996 года зав. лабораторией «Метрология в оптическом материаловедении и приборостроении».
Умерла 6 июля 2016 г.

## Награды, поощрения
Лауреат Государственной премии СССР (1971) — за разработку и внедрение технологического процесса производства оптического стекла.
Заслуженный машиностроитель Российской Федерации (1999).
Награждена орденами Октябрьской революции (1977), Трудового Красного Знамени (1971), «Знак Почёта» (1961), медалями «За трудовое отличие» и «За доблестный труд в Великой Отечественной войне».

## Сочинения
- Плиты из оптического кварцевого стекла. ОМП, 1966, № 1, с.84-88.
- Оптическая однородность заготовок стекла, прошедших астроотжиг. ОМП, 1962, № 1, с.43-47.
- Однородность дисков из оптического стекла диаметром 400 мм. ОМП, 1964, № 3, с.14-20.
- Экспериментальное определение чувствительности метода светящейся точки. ОМП, 1972, № 10, с.12-13.
- Качество заготовки для главного зеркала БТА. ОМП, 1978, № 3, с.36-38.
- Изменения показателя преломления стекол при их охлаждении с постоянной скоростью. Физика и химия стекла, 1984, т.10, № 5, с.599-605.
- Коэффициенты линейного отжига по показателю преломления. ОМП, 1989, № 8, с.25 — 28